# Gemeindehaus Oberneuland
Das ehemalige Gemeindehaus Oberneuland im Stadtteil Bremen-Oberneuland, Oberneulander Landstraße 32, stammt aus der 1. Hälfte des 20. Jahrhunderts.

Das Gebäude wird aktuell (2023) als Kita genutzt.
Das Gebäude steht seit 2022 unter Bremischem Denkmalschutz.

## Geschichte
Das eingeschossige verputzte Gebäude mit Krüppelwalmdach, mit einem Versammlungsraum, Büros und zwei Wohnungen für Gemeindebedienstete im Obergeschoss, wurde 1937/38 nach Plänen von Arthur Bothe für die bremische Landgemeinde Oberneuland-Rockwinkel in einem ländlichen Stil gebaut. Parteiorgane der NSDAP nutzten die Büros für das Winterhilfswerk, die Deutsche Arbeitsfront, die Geschäftsstelle der NSDAP sowie im eingeschossigen Nebengebäude für die Sturmabteilung (SA). Deshalb wurde es als Parteihaus der Nationalsozialisten benannt. Am Haupteingang mit einem hölzernen Ständerwerk stand im Giebelbalken „Wahrer Sozialismus ist härteste Pflichterfüllung“ als verkürztes Zitat von Adolf Hitler.

Seit 1945 war hier bis 1963 der Polizeiposten bzw. die Revierzweigstelle Oberneuland und ein Kindertagesheim. Nach 1963 vergrößerte sich das Kindertagesheim und um 1990/2000 wurde auch das Obergeschoss für die Kita umgebaut, die sich Elefanten Kinderkreis nennt.
Das Landesamt für Denkmalpflege Bremen befand: „… Bothe orientierte sich an der konservativen Architekturströmung der "Stuttgarter Schule". …“
Bothe hat u. a. in Bremen  u. a. entworfen 1929 das Haus Bothe und nach 1945 den Wiederaufbau der  Stephanikirche Bremen, das Geschäftshaus Golluecke und Rothfos, Schlachte 3/5 und das ehem. Eduscho-Haus, Bremer Marktplatz, Am Markt 18.